# Metropolitano de Teresina
O Metrô de Teresina, é um sistema de transporte público, do tipo metroferroviário, que opera no município brasileiro de Teresina, capital do estado do Piauí, Brasil.
O sistema é operado pela Companhia Ferroviária e de Logística do Piauí, uma empresa de economia mista com controle majoritário do Governo do Estado do Piauí. Anteriormente, o sistema era operado pela Companhia Metropolitana de Transportes Públicos (CMTP), que tinha como única finalidade a administração do Metrô de Teresina.
Tem doze estações e 16 km de extensão, transportando cerca de 15 mil usuários/dia. Seu horário de funcionamento é de segunda a sexta-feira, das 6h às 18h30. O tempo de viagem entre as estações terminais é de aproximadamente 38 minutos. Desde janeiro de 2025, o sistema opera com tarifa zero, ocasião em que deixou de ser feita a cobrança de R$ 1.

## História

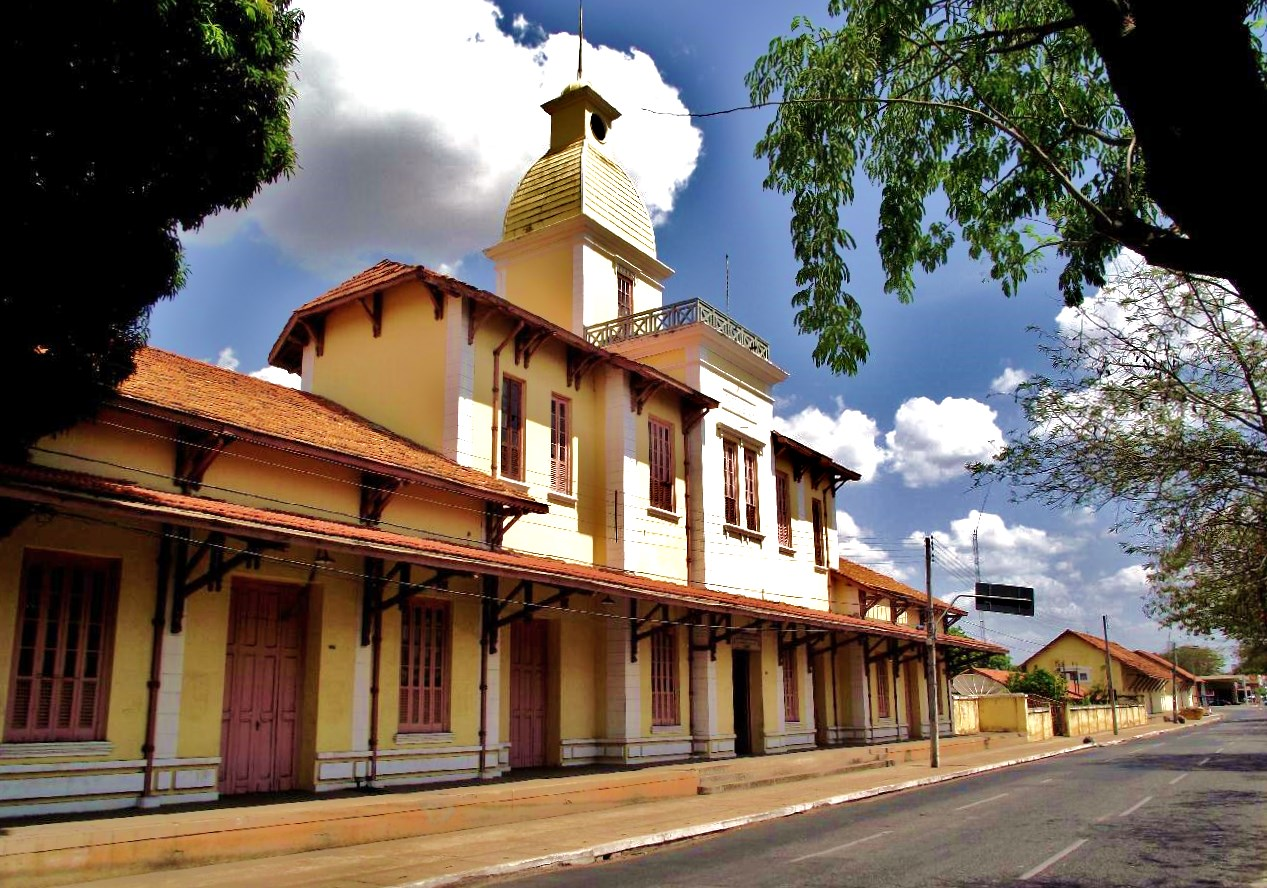
Estação Ferroviária de Teresina.

O projeto do Metrô de Teresina surgiu em 1978, com o objetivo de implantar um transporte de alta capacidade para o aglomerado urbano de Teresina. Seu projeto inicial, realizado pela Empresa Brasileira de Transportes Urbanos (na época dirigida pelo político piauiense Alberto Silva), contemplava a construção de 8 estações, o rebaixamento de 16 km de vias férreas e a aquisição de trens, a um custo total de US$ 22 milhões. De acordo com o projeto, 30 mil pessoas utilizariam o metrô diariamente. Para reduzir os custos das obras, o projeto aproveitou ao máximo a linha férrea existente que corta Teresina, adotou trens a diesel cedidos pela RFFSA que operaram nas ferrovias do Rio Grande do Sul, e também manteve a bitola métrica já existente em suas vias.

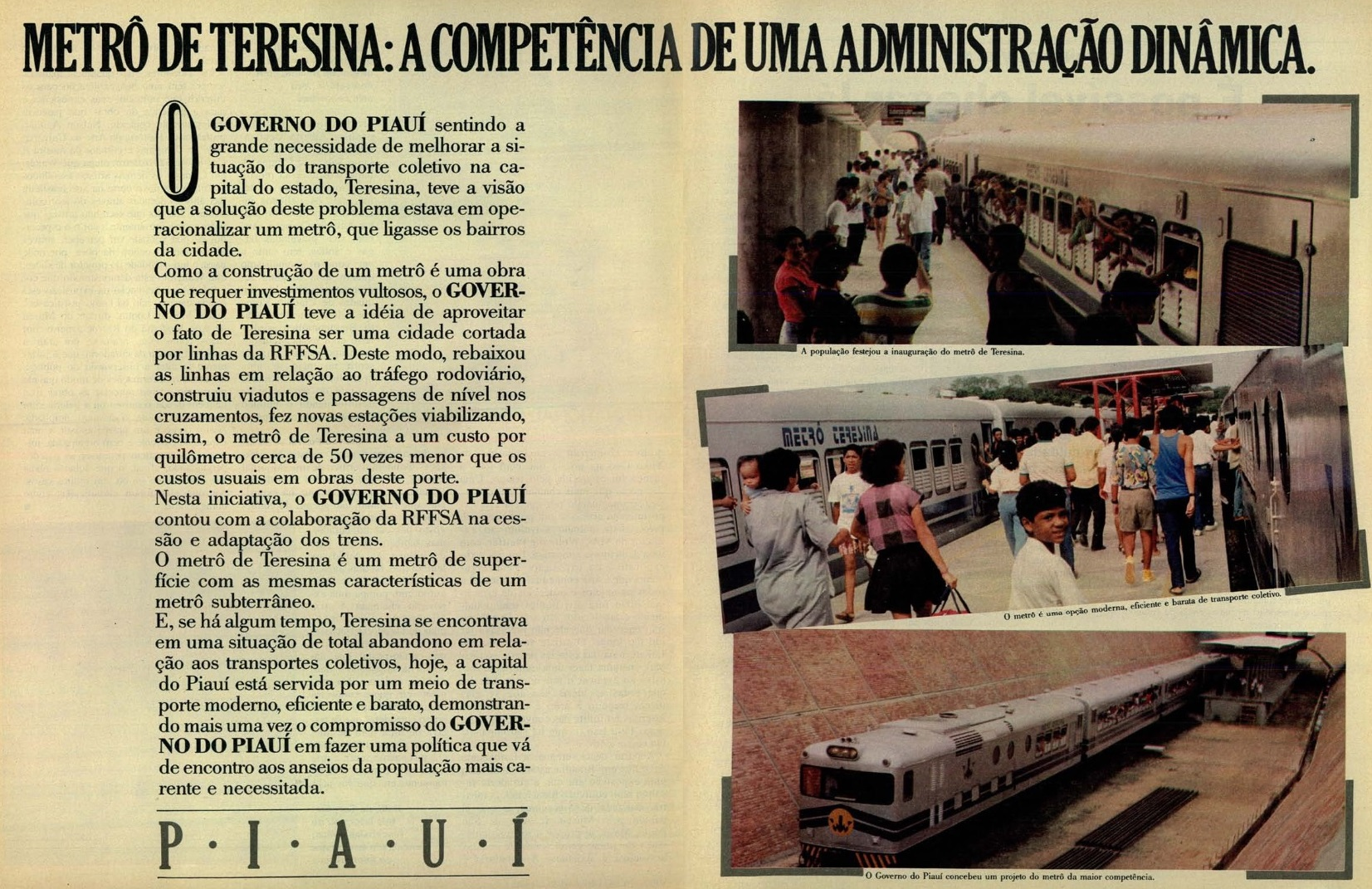
Anúncio do governo do Piauí sobre a abertura do Metrô de Teresina, 1990

As obras foram iniciadas em julho de 1987, durante a segunda governo de Alberto Silva, com a construção de um viaduto sobre a avenida Marechal Castelo Branco. A linha 1 do metrô entrou em teste operacional em novembro de 1990 e foi inaugurado comercialmente no dia 11 de janeiro de 1991. Após o término do mandato do governador Silva, as obras foram abandonadas após terem sido investidos US$ 74 milhões (três vezes acima do valor orçado inicialmente).
Por ainda não ter contado com uma estação no centro da cidade e não haver terminais de ônibus em suas estações (a maioria das estações do Metrô são em vizinhanças carentes) a demanda diária não passava dos 5 mil usuários até o ano de 2009, mas com a inauguração da estação Bandeira no centro da cidade, em 2010, a demanda diária de passageiros chegou aos 8 mil usuários em 2013. Em comparação, o sistema de ônibus da cidade atende a 225.000 passageiros por dia. O Metrô de Teresina ainda não atende nenhum shopping principal (menos o Shopping da Cidade que é um camelô), o estádio de futebol, a rodoviária ou o aeroporto.
Em 25 de março de 2008, foi anunciado que a gestão do metrô passará da CMTP para a Companhia Brasileira de Trens Urbanos, o que nunca aconteceu até agora.
Em 2017, foi anunciada a compra de VLT's da Bom Sinal para substituir os trens húngaros, que se apresentam em péssimo estado. O primeiro circulou em 4 de junho de 2018. Durante a entrega, o governador Wellington Dias anunciou a construção de novas estações, duplicação da ferrovia, etc. Os outros trens serão reformados para a construção de uma linha até Altos.
Em 2024, o sistema aumentou de 13,5km para 16km com a inauguração da nova estação Colorado, no trecho da antiga Ferrovia Transnordestina. Com isso, agora o sistema tem um pequeno ramal. A estação terminal Itararé está temporariamente fechada para reconstrução, com o sistema operando temporariamente até a estação Dirceu II; além disso, uma nova estação Todos os Santos, após a estação Colorado, está em construção, com previsão de término das obras em maio de 2025.
Em julho de 2025 foi divulgado que está sendo projetada uma grande expansão do sistema, em diversos ramais.

## Linhas do sistema
| Linhas  | Terminais                          | Inauguração        | Estações | Comprimento (Km) | Duração das viagens (min) | Funcionamento                          |
| ------- | ---------------------------------- | ------------------ | -------- | ---------------- | ------------------------- | -------------------------------------- |
| Linha 1 | Engenheiro Alberto Silva ↔ Itararé | 5 de junho de 1991 | 12       | 16               | 30                        | De segunda a sábado, das 6:00 às 19:00 |

## Infraestrutura
O sistema conta atualmente com um total de onze estações e uma extensão total de 13,5 km formado em sua maioria por vias em superfície. Os veículos deste sistema trafegam a uma velocidade média de 30 km/h. A bitola é de 1000 mm em via singela e o combustível dos trens é o diesel. Os trilhos são majoritariamente em linha singela, com dois pontos de ultrapassagem no meio do caminho, junto às estações Frei Serafim e Renascença.

### Acessibilidade
Algumas estações do sistema contam com elevadores ou rampas de acesso, sendo portanto acessíveis, enquanto outras contam apenas com escadas, não sendo acessíveis.
| Estação                    | Acessível?   |
| -------------------------- | ------------ |
| Eng. Alberto Tavares Silva | sim          |
| Matinha                    | não          |
| Frei Serafim               | desconhecido |
| Piçarra                    | sim          |
| Ilhotas                    | desconhecido |
| São João                   | sim          |
| Boa Esperança              | desconhecido |
| Renascença                 | sim          |
| Parque Ideal               | sim          |
| Dirceu II                  | não          |
| Itararé                    | sim          |
| Colorado                   | Sim          |

## Informações operacionais e estatísticas

### Frota

#### Antecedentes

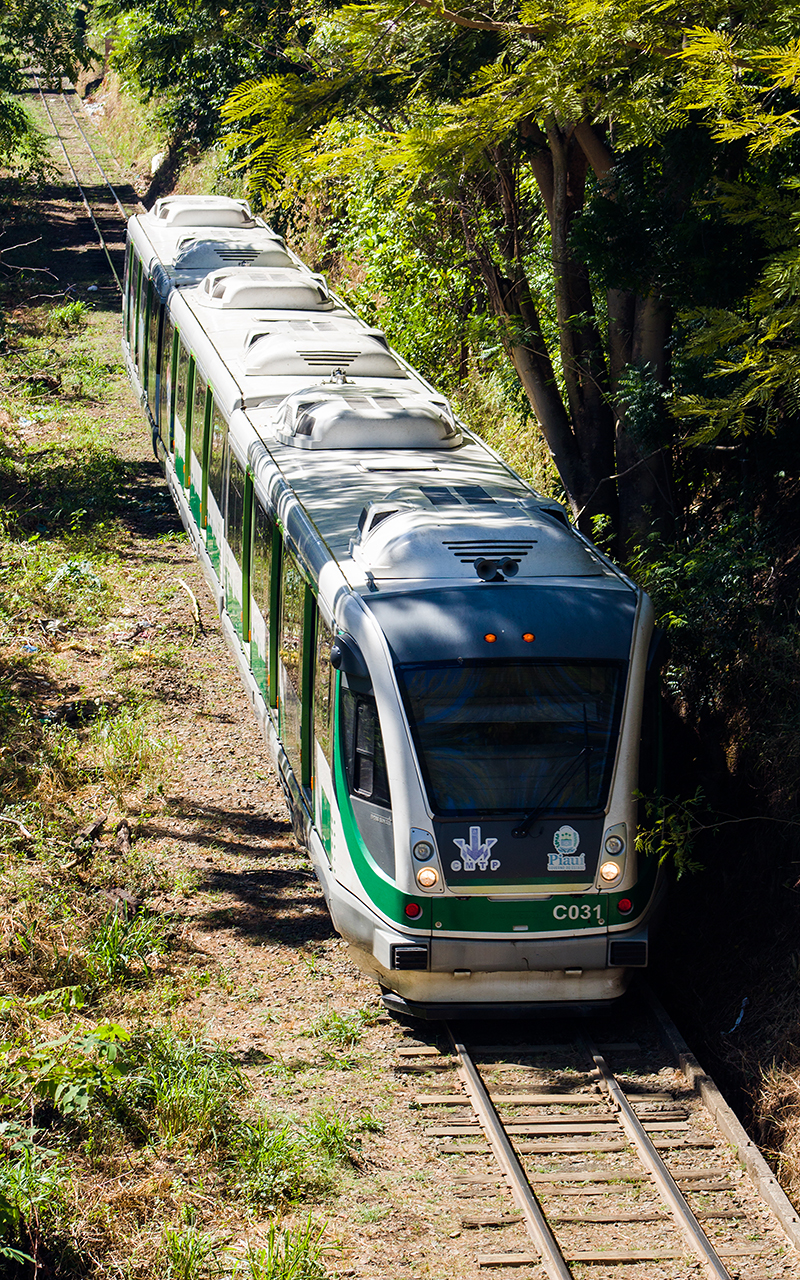
TUDH BS Mobile 3 Metrô de Teresina

Em 1987 o governador Alberto Silva anunciou o projeto do metrô. Uma das primeiras iniciativas de Silva foi adquirir trens para o futuro metrô, antes mesmo do projeto do sistema de transporte ser concluído. Naquele ano Silva viajou para a Argentina e assinou um contrato de aquisição de 4 trens-unidade diesel (16 carros) com um consórcio formado pela empresa argentina Materfer e pelo Estaleiro Mauá. A compra dos trens, financiada parcialmente pela Argentina, estava condicionada a aprovação do governo do Brasil. A compra dos trens Materfer não foi aprovada, dadas as condições financeiras do estado do Piauí. Naquele momento o estado possuía uma dívida pública de 300 milhões de dólares (1988) e passou a atrasar o salário do funcionalismo. O Banco do Estado do Piauí, possível avalista do financiamento, possuía uma dívida de 500 milhões de cruzados e estava próximo de intervenção do Banco Central por insolvência.

#### Ganz-MÁVAG
A solução encontrada pelo governo do Piauí foi a aquisição de 3 trens-unidade diesel usados da RFFSA. Fabricados na metade da década de 1970 pela empresa húngara Ganz-MÁVAG, os trens estavam parados na cidade de Uruguaiana por falta de peças de reposição e estavam ameaçados de venda para sucata. Os trens foram transportados de caminhão até a oficina Demóstenes Rockert, em Fortaleza. Após seis meses de reforma, a um custo de 34 milhões de cruzeiros, os trens foram entregues ao governo do Piauí.
Entre 2004 e 2010 os trens foram reformados em Fortaleza pela empresa Ferrovias.

#### Bom Sinal
Em 2017 o governo do Piauí anunciou a aquisição de três trens-unidade diesel da empresa Bom Sinal a um custo de 92 milhões de reais. Os novos trens foram adquiridos visando substituir a frota Ganz-MÁVAG. O primeiro trem foi entregue para a CMTP em 11 de maio de 2018.
| Modelo/Série     | Imagem | Potência (kW) | Fabricante | Origem  | Ano de Fabricação | Frota Ativa | Frota Inativa | Frota Total Composições | Frota Total Carros |
| ---------------- | ------ | ------------- | ---------- | ------- | ----------------- | ----------- | ------------- | ----------------------- | ------------------ |
| ABBA             |        | 338           | Ganz-MÁVAG | Hungria | 1973              | 0           | 3             | 3                       | 12                 |
| TUDH BS Mobile 3 |        | 2 x 338       | Bom Sinal  | Brasil  | 2017              | 3           | 0             | 3                       | 9                  |

### Passageiros transportados
Entre 1990 e 2022 o Metrô de Teresina transportou mais de 46 milhões de passageiros.
| Ano  | Passageiros (Informados pela CMTP para o Anuário Metroferroviário, Revista Ferroviária, Panorama CNT e ANPTrilhos) | Passageiros (Informados pela CMTP para a ANTP) |
| ---- | --- | ---------------------------------------------- |
| 2007 | 1 260 000 |                                                |
| 2008 | 1 352 452 |                                                |
| 2009 | 1 394 398 |                                                |
| 2010 | 1 444 596 |                                                |
| 2011 | 1 453 408 |                                                |
| 2012 | 1 224 000 | 2 100 000                                      |
| 2013 | 1 224 000 | 2 100 000                                      |
| 2014 | 1 224 000 | 2 300 000                                      |
| 2015 | 2 100 000 | 2 100 000                                      |
| 2016 | 1 416 000 | 2 100 000                                      |
| 2017 | 1 612 000 | 1 600 000                                      |
| 2018 | 1 633 000 |                                                |
| 2019 | 1 979 000 |                                                |
| 2021 | 1 019 000 |                                                |
| 2022 | 1 161 000 |                                                |
| 2024 | 1 300 000 |                                                |